# Onykijewe
Onykijewe (ukr. Оникієве) – wieś na Ukrainie, w obwodzie kirowohradzkim, w rejonie nowoukraińskim, w hromadzie Marjaniwka. W 2001 liczyła 1513 mieszkańców.